# Antigen
Antigen je substanca, ki lahko v organizmu reagira s produkti, nastalimi v specifičnem imunskem odzivu (s protitelesi). Mesto na protitelesu, ki prepozna antigen in se nanj specifično veže, se imenuje paratop. Del antigena, na katerega se paratop veže in se neposredno povezuje s produkti specifičnega imunskega sistema se imenuje epitop.

## Zgradba
Povečini so antigeni kemijsko gledano beljakovine, lahko pa so tudi ogljikovi hidrati, lipidi, nukeinske kisline... Po vdoru v organizem jih specifično prepoznajo bodisi dendritične celice, makrofagi ali limfociti B. Antigeni, ki jih prepoznajo protitelesa, so na površini tujkov, ki so vdrli v organizem, recimo na površini bakterije. Te antigen predstavitvene celice antigen predstavijo celicam T, ki s pomočjo mediatorjev citokinov vplivajo na celice B tako, da začnejo proizvajati specifična protitelesa. Celice B lahko same prepoznajo nekatere  antigene, vendar je tak imunski odziv  šibak. Antigeni, ki jih prepoznavajo celice T, so kemijsko gledano denaturirani peptidi z okoli 10 aminokislinami, ki jih na svojo površino vežejo antigen predstavitvene celice.
Tudi telesu lastne molekule lahko imunski sistem prepozna kot antigene. V teh primerih govorimo o avtoimunih reakcijah, ki lahko v resnejših primerih vodijo tudi do avtoimunih bolezni.
Majhne molekule, ki same ne izzovejo imunske reakcije in jih imunski sistem kot tujke prepozna šele po vezavi na transportne proteine, imenujemo hapteni. 
Majhne molekule, kot so posamezni ogljikovi hidrati, aminokisline in maščobne kisline, ne morejo izzvati pridobljenega imunskega odziva.

## Učinek in funkcije
Prepoznavanje antigenov omogoča organizmu, da razločuje tuje molekule od sebi lastnih. Limfociti T prepoznajo antigen šele, če je le-ta vezan na drugo, tako imenovano predstavitveno celico. Antigen predstavitvene celice so specializirane celice imunskega sistema, ki predstavijo antigene limfocitom T. Mednje spadajo dendritske celice, makrofagi in limfociti B. Te celice vključijo vase antigene z endocitozo, jih predelajo v endosomu in jih vežejo s kompleksom HLA. Antigen, spojen s kompleksom HLA, se nato veže na celično membrano in je na voljo, da ga limfocit T s specifičnim receptorjem prepozna.
Limfociti B, ki se z receptorji vežejo na antigen, se lahko neposredno aktivirajo ali pa aktivacijo omogoči celica pomagalka. Celica pomagalka, ki se veže na kompleks antigen-HLA na limfocitu B in prepozna antigen kot tujek, začne izločati citokine. Posledično začnejo aktivirani limfociti B izločati protitelesa, ki specifično prepoznavajo antigene in jih tako označijo, da jih prepoznajo makrofagi, ki tujke z vezanim antigenom fagocitirajo. Na ta način se organizem bori proti virusom in bakterijam, ne da bi škodoval lastnim celicam.
Tudi človeške celice, če jih vnesemo v drugega človeka, lahko v slednjem povzročijo imunski odziv. Zgradba beljakovin na celični površini se med posamezniki namreč razlikuje. Zato lahko pride do komplikacij pri transfuzijah krvi, presaditvah organov ... Zato je potrebno pri teh posegih preveriti krvno skupino oziroma prenosljivost tkiva. Pri transfuziji krvi nekompatibilne skupine pride do skepljanja krvi, tkivna nekompatibilnost pri presaditvah pa se izrazi kot zavrnitev presadka.